# Hòa (cờ vua)
|   | a                                               | b                                               | c                                               | d                                               | e                                               | f                                               | g                                               | h                                               |   |
| 8 | f7 white king · d4 black king · g4 white bishop | f7 white king · d4 black king · g4 white bishop | f7 white king · d4 black king · g4 white bishop | f7 white king · d4 black king · g4 white bishop | f7 white king · d4 black king · g4 white bishop | f7 white king · d4 black king · g4 white bishop | f7 white king · d4 black king · g4 white bishop | f7 white king · d4 black king · g4 white bishop | 8 |
| 7 | f7 white king · d4 black king · g4 white bishop | f7 white king · d4 black king · g4 white bishop | f7 white king · d4 black king · g4 white bishop | f7 white king · d4 black king · g4 white bishop | f7 white king · d4 black king · g4 white bishop | f7 white king · d4 black king · g4 white bishop | f7 white king · d4 black king · g4 white bishop | f7 white king · d4 black king · g4 white bishop | 7 |
| 6 | f7 white king · d4 black king · g4 white bishop | f7 white king · d4 black king · g4 white bishop | f7 white king · d4 black king · g4 white bishop | f7 white king · d4 black king · g4 white bishop | f7 white king · d4 black king · g4 white bishop | f7 white king · d4 black king · g4 white bishop | f7 white king · d4 black king · g4 white bishop | f7 white king · d4 black king · g4 white bishop | 6 |
| 5 | f7 white king · d4 black king · g4 white bishop | f7 white king · d4 black king · g4 white bishop | f7 white king · d4 black king · g4 white bishop | f7 white king · d4 black king · g4 white bishop | f7 white king · d4 black king · g4 white bishop | f7 white king · d4 black king · g4 white bishop | f7 white king · d4 black king · g4 white bishop | f7 white king · d4 black king · g4 white bishop | 5 |
| 4 | f7 white king · d4 black king · g4 white bishop | f7 white king · d4 black king · g4 white bishop | f7 white king · d4 black king · g4 white bishop | f7 white king · d4 black king · g4 white bishop | f7 white king · d4 black king · g4 white bishop | f7 white king · d4 black king · g4 white bishop | f7 white king · d4 black king · g4 white bishop | f7 white king · d4 black king · g4 white bishop | 4 |
| 3 | f7 white king · d4 black king · g4 white bishop | f7 white king · d4 black king · g4 white bishop | f7 white king · d4 black king · g4 white bishop | f7 white king · d4 black king · g4 white bishop | f7 white king · d4 black king · g4 white bishop | f7 white king · d4 black king · g4 white bishop | f7 white king · d4 black king · g4 white bishop | f7 white king · d4 black king · g4 white bishop | 3 |
| 2 | f7 white king · d4 black king · g4 white bishop | f7 white king · d4 black king · g4 white bishop | f7 white king · d4 black king · g4 white bishop | f7 white king · d4 black king · g4 white bishop | f7 white king · d4 black king · g4 white bishop | f7 white king · d4 black king · g4 white bishop | f7 white king · d4 black king · g4 white bishop | f7 white king · d4 black king · g4 white bishop | 2 |
| 1 | f7 white king · d4 black king · g4 white bishop | f7 white king · d4 black king · g4 white bishop | f7 white king · d4 black king · g4 white bishop | f7 white king · d4 black king · g4 white bishop | f7 white king · d4 black king · g4 white bishop | f7 white king · d4 black king · g4 white bishop | f7 white king · d4 black king · g4 white bishop | f7 white king · d4 black king · g4 white bishop | 1 |
|   | a                                               | b                                               | c                                               | d                                               | e                                               | f                                               | g                                               | h                                               |   |

Trong cờ vua, có một số cách để có ván cờ kết thúc với kết quả hòa. Thông thường, trong các giải đấu ngày nay, khi ván cờ hòa, mỗi đấu thủ được tính 1/2 điểm.
Các ván hòa được dẫn đến bởi các luật cờ vua khác nhau bao gồm hết nước đi (khi người chơi di chuyển không bị chiếu nhưng không có nước đi đúng luật), lặp lại ba lần (khi cùng một thế cờ xảy ra ba lần với cùng một đấu thủ đi) và luật 50 nước (khi 50 nước đi liên tiếp cuối cùng được thực hiện bởi cả hai người chơi không có nước đi bắt quân và nước đi quân tốt). Theo luật FIDE tiêu chuẩn, một trận hòa cũng xảy ra "trong thế chết", khi không có chuỗi nước đi đúng luật nào có thể dẫn đến chiếu hết, thường gặp nhất là khi cả hai người chơi đều không có đủ quân để chiếu hết đối thủ.
Trừ khi giải đấu không cho phép, người chơi có thể đồng ý hòa bất cứ lúc nào.
Vào thế kỷ 19, trong một số giải đấu, đặc biệt là London 1883, các ván cờ hòa phải được chơi lại, tuy nhiên điều này được phát hiện là nguyên nhân gây ra các vấn đề về tổ chức còn tồn đọng. Thông lệ tiêu chuẩn hiện nay là nếu ván cờ có thắng thua thì tính 1 điểm cho người thắng, 0 điểm cho người thua; còn các ván hoà thì tính 0,5 điểm cho mỗi người.
Trong trường hợp bắt buộc phải phân định thắng thua (ví dụ, nhằm xác định người đi tiếp vào vòng đấu tiếp theo trong một giải đấu loại trực tiếp), một ván Armageddon thường được sử dụng. Tại ván cờ này, Trắng thường có ưu thế về thời gian (thường là nhiều hơn 1 phút), nhưng nếu ván cờ hoà thì Đen sẽ được xử thắng. 

## Tỉ lệ hòa
Trong các ván cờ được chơi ở cấp độ cao nhất, hòa là kết quả phổ biến nhất: trong số khoảng 22.000 trò chơi được xuất bản trong The Week in Chess được chơi từ năm 1999 đến 2002 bởi những người chơi có xếp hạng FIDE Elo từ 2500 trở lên, 55% là hòa. Theo nhà phân tích cờ vua Jeff Sonas, mặc dù tỷ lệ hòa đi lên có thể được quan sát thấy trong trò chơi cấp kiện tướng nói chung kể từ đầu thế kỷ 20, nó hiện đang "giữ khá ổn định khoảng 50% và chỉ đang tăng với tốc độ rất chậm. ". Tuy nhiên, tỷ lệ hòa của các kiện tướng ưu tú, được đánh giá cao hơn 2750 Elo, cao hơn đáng kể, vượt qua 70% trong năm 2017 và 2018.
Trong cờ vua cấp cao nhất theo ICCF, nơi cho phép sự hỗ trợ của máy tính, tỷ lệ hòa cao hơn nhiều so với cờ vua chơi trên bàn: trong số 1512 ván chơi ở vòng chung kết Giải vô địch thế giới và các phần thi của ứng cử viên từ năm 2010 đến 2013, 82,3% kết thúc bằng hòa. Kể từ thời điểm đó, tỷ lệ hòa trong ván cờ cấp cao nhất đã tăng đều đặn, đạt 97% vào năm 2019.